# العلاقات السلوفاكية السيراليونية
العلاقات السلوفاكية السيراليونية هي العلاقات الثنائية التي تجمع بين سلوفاكيا وسيراليون.

## مقارنة بين البلدين
هذه مقارنة عامة ومرجعية للدولتين:
| وجه المقارنة                                              | سلوفاكيا                                                       | سيراليون       |
| --------------------------------------------------------- | -------------------------------------------------------------- | -------------- |
| المساحة (كم2)                                             | 49.03 ألف                                                      | 71.74 ألف      |
| عدد السكان (نسمة)                                         | 5.44 مليون                                                     | 7.56 مليون     |
| الكثافة السكانية (ن./كم²)                                 | 110.95                                                         | 105.38         |
| العاصمة                                                   | براتيسلافا                                                     | فريتاون        |
| اللغة الرسمية                                             | اللغة السلوفاكية                                               | لغة إنجليزية   |
| العملة                                                    | كرونة سلوفاكية، يورو                                           | ليون سيراليوني |
| الناتج المحلي الإجمالي (بليون دولار)                      | 95.77 مليار                                                    | 3.77 مليار     |
| الناتج المحلي الإجمالي (تعادل القوة الشرائية) بليون دولار | 162.34 مليار                                                   | 10.13 مليار    |
| الناتج المحلي الإجمالي الاسمي للفرد دولار أمريكي          | 16.09 ألف                                                      | 653            |
| الناتج المحلي الإجمالي للفرد دولار أمريكي                 | 30.46 ألف                                                      | 1.97 ألف       |
| مؤشر التنمية البشرية                                      | 0.844                                                          | 0.413          |
| رمز المكالمات الدولي                                      | +421                                                           | +232           |
| رمز الإنترنت                                              | .sk                                                            | .sl            |
| المنطقة الزمنية                                           | توقيت وسط أوروبا، ت ع م+01:00، ت ع م+02:00، أوروبا/براتيسلافا ‏ | 00             |

## منظمات دولية مشتركة
يشترك البلدان في عضوية مجموعة من المنظمات الدولية، منها:
| علم المنظمة | اسم المنظمة                               | تاريخ انضمام سلوفاكيا | تاريخ انضمام سيراليون |
| ----------- | ----------------------------------------- | --------------------- | --------------------- |
|             | مؤسسة التنمية الدولية                     | 1993                  | 13 نوفمبر 1962        |
|             | يونسكو                                    | 9 فبراير 1993         | 28 مارس 1962          |
|             | مؤسسة التمويل الدولية                     | 1993                  | 10 سبتمبر 1962        |
|             | منظمة حظر الأسلحة الكيميائية              | ?                     | ?                     |
|             | الأمم المتحدة                             | 19 يناير 1993         | 27 سبتمبر 1961        |
|             | الاتحاد الدولي للاتصالات                  | 23 فبراير 1993        | 30 ديسمبر 1961        |
|             | منظمة الشرطة الجنائية الدولية             | ?                     | ?                     |
|             | البنك الدولي للإنشاء والتعمير             | 1993                  | 10 سبتمبر 1962        |
|             | الاتحاد البريدي العالمي                   | ?                     | ?                     |
|             | المركز الدولي لتسوية المنازعات الاستشارية | 26 يونيو 1994         | 14 أكتوبر 1966        |
|             | وكالة ضمان الاستثمار متعدد الأطراف        | 1993                  | 20 يونيو 1996         |
|             | منظمة التجارة العالمية                    | ?                     | ?                     |

## وصلات خارجية
- موقع وزارة الخارجية السلوفاكية